# 民族社会党 (孟加拉国)
民族社会党（羅馬化：Jatiya Samajtantrik Dal，缩写为JASAD）是孟加拉国的一个左翼政党。该党成立于1972年，创始人是Serajul Alam Khan
。该党及其原来的下属武装组织人民军曾参加1972年—1975年孟加拉国叛乱，目标是建立一个新的左翼民主民族政府。该党的意识形态是社会主义。该党的领袖是Hasanul Haq Inu。该党的总部位于达卡。